# Аксиомы Стинрода — Эйленберга
Аксиомы Стинрода — Эйленберга — набор основных свойств теорий гомологий, выделенный Эйленбергом и Стинродом.
Этот подход позволяет доказывать результаты, такие как последовательность Майера — Вьеториса, сразу для всех теорий гомологий.

## Аксиомы
Пусть {\displaystyle H_{n}} — последовательность функторов из категории пар {\displaystyle (X,A)} топологических пространств в категорию  коммутативных групп, снабжённая естественным преобразованием {\displaystyle \partial \colon H_{i}(X,A)\to H_{i-1}(A)}, называемым границей.
(Здесь {\displaystyle H_{i-1}(A)}  является сокращением для {\displaystyle H_{i-1}(A,\emptyset )}.)
1. Гомотопическая эквивалентность индуцирует те же гомологии. То есть, если {\displaystyle g\colon (X,A)\rightarrow (Y,B)} гомотопно {\displaystyle h\colon (X,A)\rightarrow (Y,B)}, то их индуцированные отображения одинаковы.
2. Предположим, {\displaystyle (X,A)} есть пара и {\displaystyle U} — подмножество {\displaystyle X}, такое, что его замыкание содержится во внутренности {\displaystyle A}. Тогда включение {\displaystyle i\colon (X-U,A-U)\to (X,A)} индуцирует изоморфизм в гомологии.
3. Пусть {\displaystyle P} есть одноточечное топологическое пространство, тогда {\displaystyle H_{n}(P)=0} для всех {\displaystyle n\neq 0}.
4. Если {\displaystyle X=\coprod _{\alpha }{X_{\alpha }}}, дизъюнктное объединение семейства топологических пространств {\displaystyle X_{\alpha }}, то {\displaystyle H_{n}(X)\cong \bigoplus _{\alpha }H_{n}(X_{\alpha })}.
5. Каждая пара {\displaystyle (X,A)} индуцирует длинную точную последовательность гомологий по включениям {\displaystyle i\colon A\to X} и {\displaystyle j\colon X\to (X,A)}:
{\displaystyle \cdots \longrightarrow H_{n}(A)\,{\stackrel {i_{*}}{\longrightarrow }}\,H_{n}(X)\,{\stackrel {j_{*}}{\longrightarrow }}\,H_{n}(X,A)\,{\stackrel {\partial }{\longrightarrow }}\,H_{n-1}(A)\longrightarrow \cdots .}